# Franz Beier (Politiker)
Franz Beier (* 24. September 1898 in Bladen; † 26. März 1957 in Augsburg) war ein deutscher Politiker (SPD). Er gehörte von 1950 bis zu seinem Tode dem Bayerischen Landtag an.

## Leben
Beier stammte aus Oberschlesien. Er besuchte die private Heilig-Kreuz-Schule in der Nähe von Neisse und das Woyrschgymnasium in Leobschütz. Nach der Obersekunda verließ er die Schule und ging als Verwaltungslehrling zum Landkreis Leobschütz. Nachdem er ab 1917 als Soldat am Ersten Weltkrieg teilgenommen hatte, kehrte 1918 schwer kriegsbeschädigt in seine Heimat zurück und arbeitete ab 1919 wieder in der Kreisverwaltung. Neben seiner beruflichen Tätigkeit engagierte er sich von 1919 bis zur Machtergreifung der Nationalsozialisten für die SPD ehrenamtlich in der Kommunalpolitik. Nachdem er 1927 zum Kreisausschuss-Obersekretär befördert worden war, entließen ihn die neuen Machthaber 1934. Anschließend bestritt Beier seinen Lebensunterhalt zunächst als Versicherungsvertreter. 1937 wurde er vom Finanzamt in Leobschütz als Helfer in Steuersachen zugelassen. 1941 bestand er die Prüfung zum Steuerberater.
Beier kam nach dem Zweiten Weltkrieg als Heimatvertriebener nach Augsburg, wo er ab 1946 erneut als Steuerberater tätig war. Auch seine Arbeit für die SPD nahm er wieder auf und wurde für sie bei der Landtagswahl 1950 im Stimmkreis Augsburg I in den Bayerischen Landtag gewählt. Vier Jahre später gelang ihm der Wiedereinzug in den Landtag über die Wahlkreisliste Schwaben. Von 1950 bis 1954 war er zudem Beisitzer im Beschwerdeausschuss bei der Außenstelle Schwaben des Landesamts für Soforthilfe.
Im Landtag engagierte er sich vorwiegend in Fragen des Haushaltswesens und der Staatsfinanzen und gehörte verschiedenen Ausschüssen an, die sich mit diesen Themen befassten. Ab Februar 1955 war er stellvertretender Vorsitzender der Kommission zur Prüfung der Staatsbürgschaften. Außerdem war er stellvertretendes nichtberufsrichterliches Mitglied des Bayerischen Staatsgerichtshofes.